# Кыквинское (сельское поселение)
Кыквинское — упразднённое муниципальное образование со статусом сельского поселения в Шарканском районе Удмуртии Российской Федерации.
Административный центр — деревня Кыква.
Законом Удмуртской Республики от 28 апреля 2021 года № 36-РЗ упразднено в связи с преобразованием Шарканского района в муниципальный округ.

## История
Статус и границы сельского поселения установлены Законом Удмуртской Республики от 13 апреля 2005 года № 11-РЗ «Об установлении границ муниципальных образований и наделении соответствующим статусом муниципальных образований на территории Шарканского района Удмуртской Республики».

## Население
| 2010 | 2012 | 2013 | 2014 | 2015 | 2016 | 2017 |
| ---- | ---- | ---- | ---- | ---- | ---- | ---- |
| 698  | ↘697 | ↘695 | ↘673 | ↘650 | ↘621 | ↘610 |
| 2018 | 2019 | 2020 |      |      |      |      |
| ↘592 | ↘564 | ↘541 |      |      |      |      |

## Состав сельского поселения
| № | Населённый пункт | Тип населённого пункта          | Население |
| - | ---------------- | ------------------------------- | --------- |
| 1 | Ключи            | деревня                         | →0        |
| 2 | Кыква            | деревня, административный центр | →412      |
| 3 | Пислегово        | деревня                         | ↘56       |
| 4 | Старое Ягино     | деревня                         | ↘115      |
| 5 | Старый Байбек    | деревня                         | →55       |
| 6 | Удмуртские Альцы | деревня                         | →59       |